# Kate Bruce
Kate Bruce   (Columbus, 17 de febrer de 1860 - Nova York, 2 d'abril de 1946) va ser una actriu estatunidenca de cinema mut especialitzada en papers de mare, arribant a ser considerada la “mare de totes les mares” del cinema. En total va actuar en unes 289 pel·lícules entre 1908 i 1931.

## Biografia

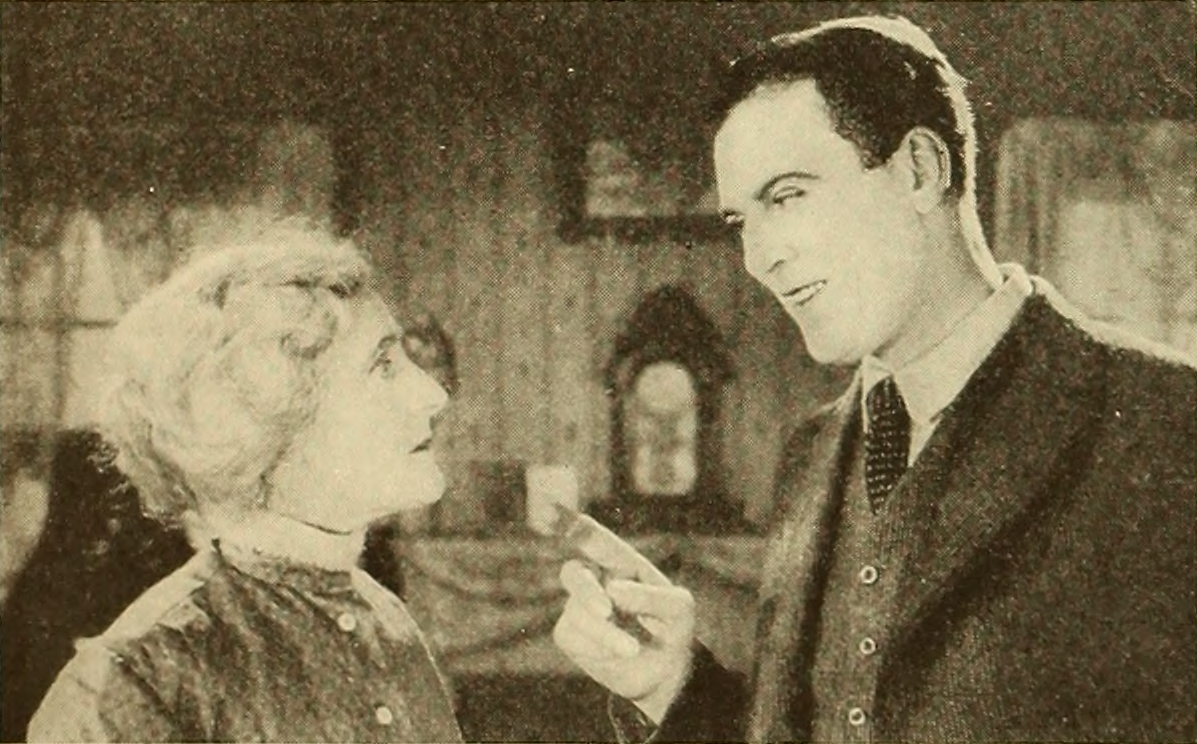
Kate Bruce i Thomas Meighan a la pel·lícula "The City of Silent Men "(1921)

Se sap molt poca cosa de la seva biografia abans de ser actriu de cinema. Probablement Kate Bruce va néixer el 1858 a Ohio. Possiblement va treballar en un sanatori. Se sap que el 1885 es va unir a una companyia d'actors itinerants. El 1903 actuava a Broadway dins de l'obra “The Starbucks” i el 1905 actuava a Victoria dins de la companyia de Harry Beresford. El 1908 és contractada per la Biograph i actua en múltiples pel·lícules de D.W. Griffith. Si en el teatre havia fet papers de criada en obres còmiques al cinema es va especialitzar en papers de mare dels protagonistes en un sentit victorià. Alguns dels seus papers paradigmàtics en aquest sentit són a Hearts of the World (1918), Way Down East (1920) o True Heart Susie (1919).(REF1) El 1914 Griffith abandona la Biograph amb la seva companyia d'actors però ella romandre a la Biograph fins al 1915. El 1918 es retrobaren i bona part de la resta de la seva filmografia és sota la batuta d'aquest director. La darrera pel·lícula per a tots dos, l'única sonora de l'actriu, fou The Struggle (1931). En l'aspecte personal no es va casar mai. Va ser molt estimada per tota la companyia, “Brucie”, l'anomenaven. Algun biògraf ha suggerit que potser era lesbiana. Les germanes Gish van establir una forta amistat amb l'actriu i quan aquesta es va retirar li van anar passant una pensió que la permetia viure en un hotel de la Madison Avenue de Nova York. Va morir el 2 d'abril de 1946 a Nova York.

## Filmografia

### A la Biograph (1908-1914)
Una gran majoria d'aquestes pel·lícules van ser dirigides per D.W. Griffith, quan van ser dirigides o codirigides per altres directors (en la majoria de casos Frank Powell o Mack Sennett) s'indica amb un asterisc (*)
- The Fight for Freedom]' (1908)
- The Greaser's Gauntlet (1908)
- Betrayed by a Handprint]' (1908)
- Behind the Scenes (1908)
- An Awful Moment (1908)
- One Touch of Nature (1909)
- The Girls and Daddy (1909)
- The Golden Louis (1909)
- At the Altar (1909)
- Trying to Get Arrested (1909)
- Confidence (1909)
- A Baby's Shoe (1909)
- His Duty (1909)
- The Way of Man (1909)
- The Country Doctor (1909)
- The Cardinal's Conspiracy (1909)
- The Slave (1909)
- A Strange Meeting (1909)
- They Would Elope (1909)
- The Better Way (1909)
- The Hessian Renegades (1909)
- Getting Even  (1909)
- The Broken Locket (1909)
- In Old Kentucky (1909)
- A Fair Exchange (1909)
- Wanted, a Child (1909)
- The Awakening (1909)
- The Little Teacher (1909)
- A Change of Heart (1909)
- His Lost Love (1909)
- In the Watches of the Night (1909)
- Lines of White on a Sullen Sea (1909)
- What's Your Hurry? (1909)
- The Gibson Goddess (1909)
- The Light That Came (1909)
- The Restoration (1909)
- Two Women and a Man (1909)
- A Midnight Adventure (1909)
- The Open Gate (1909)
- The Mountaineer's Honor (1909)
- The Trick That Failed (1909)
- In the Window Recess (1909)
- Through the Breakers (1909)
- The Red Man's View (1909)
- A Corner in Wheat (1909)
- In a Hempen Bag (1909)
- A Trap for Santa Claus (1909)
- In Little Italy (1909)
- To Save Her Soul (1909)
- Choosing a Husband (1909)
- The Rocky Road (1910)
- All on Account of the Milk (1910)
- The Call (1910)
- The Honor of His Family (1910)
- The Cloister's Touch (1910)
- The Woman from Mellon's (1910)
- The Duke's Plan (1910)
- One Night and Then (1910)
- The Englishman and the Girl (1910)
- His Last Burglary]' (1910)
- The Newlyweds (1910)
- The Converts (1910)
- Faithful (1910)
- The Twisted Trail (1910)
- Gold Is Not All (1910)
- The Two Brothers (1910)
- As It Is in Life (1910)
- A Romance of the Western Hills (1910)
- The Gold Seekers (1910)
- The Unchanging Sea (1910)
- Love Among the Roses (1910)
- Ramona (1910)
- A Knot in the Plot (1910)
- The Impalement (1910)
- In the Season of Buds (1910)
- A Child of the Ghetto (1910)
- May and December* (1910)
- What the Daisy Said (1910)
- An Arcadian Maid (1910)
- Her Father's Pride (1910)
- The Usurer (1910)
- Wilful Peggy (1910)
- The Modern Prodigal  (1910)
- The Affair of an Egg* (1910)
- Muggsy Becomes a Hero* (1910]
- Examination Day at School (1910)
- The Iconoclast (1910)
- How Hubby Got a Raise* (1910)
- A Gold Necklace* (1910)
- That Chink at Golden Gulch (1910)
- The Masher* (1910)
- A Lucky Toothache* (1910)
- The Broken Doll (1910)
- The Message of the Violin (1910)
- Two Little Waifs (1910)
- Waiter No. 5 (1910)
- The Fugitive (1910)
- Simple Charity (1910)
- The Song of the Wildwood Flute (1910)
- A Plain Song (1910)
- Effecting a Cure* (1910)
- Happy Jack, a Hero* (1910)
- His Sister-In-Law (1910)
- White Roses* (1910)
- His Wife's Sweethearts* (1910)
- The Italian Barber (1911)
- The Midnight Marauder* (1911)
- Help Wanted* (1911)
- His Trust (1911)
- His Trust Fulfilled (1911)
- The Poor Sick Men* (1911)
- A Wreath of Orange Blossoms* (1911)
- Three Sisters (1911)
- Heart Beats of Long Ago (1911)
- Teaching Dad to Like Her (1911)
- His Daughter (1911)
- The Spanish Gypsy (1911)
- Priscilla and the Umbrella* (1911)
- Paradise Lost (1911)
- A Knight of the Road (1911)
- His Mother's Scarf (1911)
- How She Triumphed (1911)
- The Two Sides (1911)
- In the Days of '49 (1911)
- The New Dress (1911)
- The Manicure Lady* (1911)
- The Crooked Road (1911)
- Fighting Blood (1911)
- A Country Cupid (1911)
- The Last Drop of Water (1911)
- The Ruling Passion (1911)
- The Rose of Kentucky (1911)
- Swords and Hearts (1911)
- The Villain Foiled* (1911)
- The Baron* (1911)
- The Squaw's Love (1911)
- Her Awakening (1911)
- The Adventures of Billy]' (1911)
- The Long Road (1911)
- The Battle (1911)
- Through Darkened Vales (1911)
- A Terrible Discovery (1911)
- The Voice of the Child (1911)
- The Baby and the Stork* (1912)
- The Engagement Ring* (1912)
- The Eternal Mother (1912)
- With a Kodak* (1912)
- The Transformation of Mike (1912)
- The Sunbeam (1912)
- A String of Pearls (1912)
- Iola's Promise (1912)
- Hot Stuff* (1912)
- The Punishment (1912)
- Just Like a Woman (1912)
- Won by a Fish* (1912)
- The Brave Hunter* (1912)
- One Is Business, the Other Crime (1912)
- The Leading Man* (1912)
- The Fickle Spaniard* (1912)
- The Old Actor (1912)
- When the Fire-Bells Rang* (1912)
- The Furs* (1912)
- When Kings Were the Law (1912)
- A Close Call* (1912)
- Home Folks (1912)
- Lena and the Geese (1912)
- The Spirit Awakened (1912)
- A Dash Through the Clouds* (1912)
- The School Teacher and the Waif (1912)
- An Indian Summer (1912)
- His Own Fault* (1912)
- The Would-Be Shriner* (1912)
- A Child's Remorse (1912)
- Tragedy of the Dress Suit* (1912)
- A Feud in the Kentucky Hills (1912)
- The One She Loved (1912)
- The Painted Lady (1912)
- Heredity (1912)
- The Informer (1912)
- The New York Hat (1912)
- My Hero (1912)
- The Telephone Girl and the Lady (1913)
- The Tender Hearted Boy (1913)
- Drink's Lure (1913)
- A Girl Stratagem (1913)
- The Unwelcome Guest (1913)
- The Sheriff's Baby (1913)
- The Perfidy of Mary (1913)
- An 'Uncle Tom's Cabin' Troupe* (1913)
- A Little Tease (1913)
- A Frightful Blunder* (1913)
- A Misunderstood Boy (1913)
- The Wanderer (1913)
- The Stolen Loaf (1913)
- The House of Darkness (1913)
- The Yaqui Cur (1913)
- Olaf—An Atom* (1913)
- Just Gold (1913)
- Death’s Marathon (1913)
- The Mothering Heart (1913)
- The Reformers (1913)
- The Enemy's Baby (1913)
- The Work Habit* (1913)
- The Strong Man's Burden* (1913)
- For the Son of the House* (1913)
- The Stopped Clock* (1913)
- Her Wedding Bell* (1913)
- Her Wedding Gown* (1913)
- The Battle at Elderbush Gulch (1913)
- The Mystery of the Milk* (1914)
- As It Might Have Been* (1914)
- A Nest Unfeathered* (1914)
- Judith of Bethulia (1914)
- The Scar (1914)

### A la Biograph sense Griffith (1914-1915)
El 1914 Griffith abandona la Biograph per anar a la Mutual Film Corporation, enduent-se el seu equip d'actors. Kate Bruce es queda a la Biograph fins a l'any ---- tot i que participa en algunes pel·lícules de la Majestic Motion Picture Company.
- The Rebellion of Kitty Belle (Majestic Motion Picture Company, 1914)
- A Lesson in Mechanics (Majestic Motion Picture Company 1914)
- The Science of Crime (1914)
- Her Mother's Weakness (1914)
- The Honor of the Law]' (1914)
- A Bit of Human Driftwood (1914)
- His Mother's Home (1914)
- Their Soldier Boy (1914)
- The Tides of Sorrow (1914)
- The Dole of Destiny (1914)
- The Child Thou Gavest Me (1914)
- A Mother's Way (1914)
- As She Never Knew (1914)
- On the Hieghts (1914)
- The Way Home (1914)
- The House of Silence (1914)
- Playthings of Fate (1915)
- The Girl He Brought Home (1915)
- The Lady of Dreams (1915)
- Heart's Hunger (1915)
- His Romany Wif] (1915)
- The Call of Her Chil] (1915)
- After the Storm, regia di Travers Vale (1915)
- His Desperate Deed (1915)
- His Brother's Keeper (1915)
- Lorna Doone (1915)
- One Hundred Dollars (1915)
- When Hearts Are Young (1915)
- Felix Holt (1915)
- Captain Fracasse (1915)
- The Smuggler's Ward]' (1915)
- The Drab Sister (1915)
- Jane Eyre (1915)
- East Lynne (1915)
- Twice Won (1915)
- The Rehearsal (1915)
- The Soul of Pierre (1915)
- A Lasting Lesson (1915)
- The Old and the New (1915)
- A Mystery of the Mountains (1915)
- The Tides of Retribution (1915)

### Darreres pel·lícules
A finals de 1915 Bruce abandona la Biograph. Primer va ser contractada per a la Fine Arts Film Company i a partir del 1918 per la D.W. Griffith Productions tot i que els darrers anys treballa en pel·lícules de productores diferents.
- Civilization (Thomas H. Ince Corporation, 1916)
- Betty of Greystone (Fine Arts Film Company, 1916)
- Susan Rocks the Boat (Fine Arts Film Company, 1916)
- The Marriage of Molly-O (Fine Arts Film Company, 1916)
- Gretchen the Greenhorn  (Fine Arts Film Company, 1916)
- Intolerance: Love's Struggle Throughout the Ages (Triangle Film Corporation, 1916)
- The Microscope Mystery (Fine Arts Film Company, 1916)
- The House Built Upon Sand  (Fine Arts Film Company, 1916)
- A Girl Like That (Famous Players Film Company, 1917)
- Betsy's Burglar  (Fine Arts Film Company, 1917)
- A Woman's Awakening (Fine Arts Film Company, 1917)
- Souls Triumphant (Fine Arts Film Company, 1917)
- Madame Bo-Peep  (Fine Arts Film Company, 1917)
- Time Locks and Diamonds (New York Motion Picture, Kay-Bee Pictures1917)
- The Stainless Barrier  (Triangle Film Corporation, 1917)
- Hearts of the World (D.W. Griffith Prod., Famous Players-Lasky Corp., 1918)
- The Hun Within (F-4 Picture Corp., 1918)
- Lillian Gish in a Liberty Loan Appeal (D.W. Griffith Productions, 1918)
- The Greatest Thing in Life (Artcraft Pictures Corporation, 1918)
- A Romance of Happy Valley (D.W. Griffith Productions, 1919)
- The Girl Who Stayed at Home (D.W. Griffith Productions, 1919)
- True Heart Susie (D.W. Griffith Productions, 1919)
- Scarlet Days (D.W. Griffith Productions, 1919)
- The Idol Dancer (D.W. Griffith Productions, 1920)
- Mary Ellen Comes to Town (New Art Film Company, 1920)
- Way Down East (D.W. Griffith Productions, 1920)
- Flying Pat (New Art Film Company, 1920)
- The City of Silent Men (Famous Players-Lasky Corporation, 1921)
- Experience (Famous Players-Lasky Corporation, 1921)
- Orphans of the Storm (D.W. Griffith Productions, 1921)
- The White Rose (D.W. Griffith Productions, 1923)
- His Darker Self (G. & H. Pictures, 1924)
- I Want My Man (First National Pictures, 1925)
- Are Brunettes Safe? (Hal Roach Studios, 1927)
- The Secret Studio (Fox Film Corp, 1927)
- Ragtime (James Ormont Productions, 1927)
- A Bowery Cinderella  (Excellent Pictures, 1927)
- The Flying Fool (Pathé Exchange, 1929)
- The Struggle (D.W. Griffith Productions, 1931)